# Maury (Francia)
Maury (in catalano Maurí) è un comune francese di 888 abitanti situato nel dipartimento dei Pirenei Orientali nella regione dell'Occitania.

## Società

### Evoluzione demografica
Abitanti censiti